# Undulatus

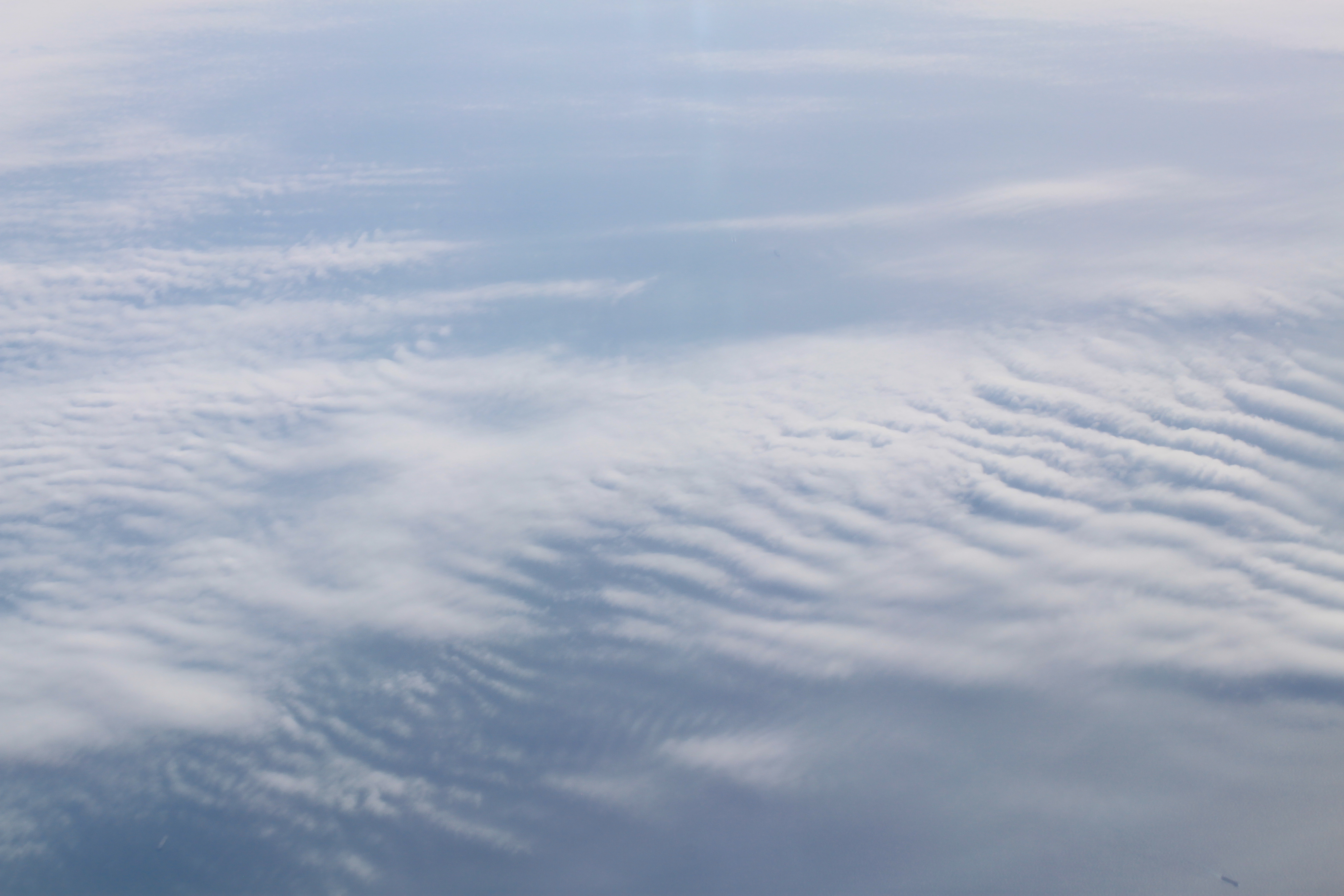
Pohled na undulatus z letadla

Undulatus (česky vlnitý, zkratka un) je jedna z oblačných odrůd. Může se vyskytovat u oblaků cirrocumulus, cirrostratus, altocumulus, altostratus, stratus a stratocumulus.

## Vzhled
Odrůdou undulatus nazýváme oblačné skupiny, které jsou poskádané do rovnoběžných pruhů či vln.

## Vznik
Odrůda undulatus vzniká při tzv. vlnovém proudění, které spočívá v tom, že proudící vzduch pravidelně stoupá a klesá. Na vrcholu každé vlny, tj. dál od zemského povrchu se vzduch ochladí, čímž zkondenzuje část vodní páry v něm obsažené a vznikne oblak. Po vyčerpání kinetické energie začne vzduch klesat. Blíže k zemskému povrchu se vzduch oteplí, což způsobí jeho opětovný výstup, vznik další vlny a dalšího oblaku.